# Дискографија групе Faith No More
Дискографија америчког рок бенда Faith No More, састоји се из седам студијских албума, двадесет пет синглова, једног албума уживо, шест компилација, четири видео-албума, двадесет једног спота и два наступа у аудио-записима који нису под њиховим именом.
Први албум групе био је We Care a Lot у издању Mordam Records 1985. године. Састав је потом потписао уговор са Slash Records-ом и издао свој други албум Introduce Yourself, априла 1987. Убрзо након тога, вокал Чак Мозли био је отпуштен, а заменио га је Мајк Патон. Током турнеје која је промовисала њихов трећи албум, The Real Thing, снимили су свој једини албум уживо, Live at the Brixton Academy и издали свој први хит сингл, Epic. Њихов четврти студијски албум Angel Dust објављен је 1992, а последња два сингла број један, Midlife Crisi и обрада песме Лајонела Ричија названа Easy нису укључена у првобитно издање албума. После турнеје којом су промовисали Angel Dust и одласка дуговременог гитаристе Џима Мартина, Faith No More издали су свој пети студијски албум King for a Day… Fool for a Lifetime 1995. Њихов претпоследњи студијски албум, Album of the Year, објављен 3. јуна 1997. године, био је њихов једини албум на првом месту топ-листе.
Група се распала 1998. Њихов први компилацијски албум Who Cares a Lot? објављен је исте године када и њихов завршни сингл пре распада, обрада песме групе Bee Gees под називом I Started a Joke. Потом је издата и истоимена компилација спотова Who Cares a Lot?: Greatest Videos. Године 2003, објављен је њихов други компилацијски албум, This Is It: The Best of, а затим и Epic and Other Hits 2005, The Platinum Collection и DVD компилација You Fat Bastards/Who Cares a Lot? у 2006. и компилацијски албум The Works у три диска 2008. године. Још две компилације, The Very Best Definitive Ultimate Greatest Hits Collection и Midlife Crisis: The Very Best of Faith No More објављене су 2009. и 2010.
Након једанаестогодишње паузе, састав је најавио поновно окупљање 2009. Издали су свој седми студијски албум, Sol Invictus. Албум је достигао 15. место на Billboard-у 200, више од претходна два студијска албума, 18. маја 2015. године, а имали су и турнеје у циљу промовисања истог.

## Албуми

### Студијски албуми
| Год.                                                   | Име и појединости | Позиције | Позиције | Позиције | Позиције | Позиције | Позиције | Позиције | Позиције | Позиције | Позиције | Сертификати                                                                                   |
| Год.                                                   | Име и појединости | САД      | АУС      | АУТ      | ФИН      | НЕМ      | ХОЛ      | НОР      | НЗ       | ШВА      | УК       | Сертификати                                                                                   |
| ------------------------------------------------------ | --- | -------- | -------- | -------- | -------- | -------- | -------- | -------- | -------- | -------- | -------- | --------------------------------------------------------------------------------------------- |
| 1985.                                                  | We Care a Lot - Датум издавања: новембар 1985. - Дискографска кућа: Mordam - Формати: CD, CS, LP, DI                               | —        | —        | —        | —        | —        | —        | —        | —        | —        | —        |                                                                                               |
| 1987.                                                  | Introduce Yourself - Датум издавања: 23. април 1987. - Дискографска кућа: Slash - Формати: CD, CS, LP, DI                          | —        | 57       | —        | —        | —        | —        | —        | —        | —        | —        |                                                                                               |
| 1989.                                                  | The Real Thing - Датум издавања: 20. јун 1989. - Дискографска кућа: Slash, Reprise - Формати: CD, CS, LP, DI                       | 11       | 2        | —        | 16       | 37       | 56       | —        | 3        | —        | 30       | - RIAA: платинасти - ARIA: платинасти - BPI: сребрни - CRIA: платинасти - RIANZ: златни       |
| 1992.                                                  | Angel Dust - Датум издавања: 8. јун 1992. - Дискографска кућа: Slash, Reprise - Формати: CD, CS, LP, DI                            | 10       | 4        | 4        | 5        | 8        | 22       | 7        | 6        | 9        | 2        | - RIAA: златни - ARIA: златни - BPI: златни - BVMI: златни - CRIA: платинасти - RIANZ: златни |
| 1995.                                                  | King for a Day… Fool for a Lifetime - Датум издавања: 28. март 1995. - Дискографска кућа: Slash, Reprise - Формати: CD, CS, LP, DI | 31       | 2        | 9        | 22       | 8        | 8        | 6        | 3        | 7        | 5        | - ARIA: златни - BPI: златни - RIANZ: златни                                                  |
| 1997.                                                  | Album of the Year - Датум издавања: 3. јун 1997. - Дискографска кућа: Slash, Reprise - Формати: CD, CS, LP, DI                     | 41       | 1        | 5        | 4        | 2        | 31       | 5        | 1        | 16       | 7        | - ARIA: платинасти                                                                            |
| 2015.                                                  | Sol Invictus - Датум издавања: 19. мај 2015. - Дискографска кућа: Reclamation - Формати: CD, LP, DI                                | 15       | 2        | 7        | 1        | 4        | 7        | 2        | 6        | 3        | 6        |                                                                                               |
| „—” означава да се аудио-запис није пласирао на листу. | |          |          |          |          |          |          |          |          |          |          |                                                                                               |

### Албуми уживо
| Год.  | Име и појединости                                                                                                   | Позиције | Позиције |
| Год.  | Име и појединости                                                                                                   | АУС      | УК       |
| ----- | --- | -------- | -------- |
| 1991. | Live at the Brixton Academy - Датум издавања: 4. фебруар 1991. - Дискографска кућа: Slash - Формати: CD, CS, LP, DI | 93       | 20       |

### Компилацијски албуми
| Год.                                                   | Име и појединости | Позиције | Позиције | Позиције | Позиције | Позиције | Позиције | Позиције | Сертификати                       |
| Год.                                                   | Име и појединости | АУС      | АУТ      | ФИН      | НОР      | НЗ       | ШВА      | УК       | Сертификати                       |
| ------------------------------------------------------ | --- | -------- | -------- | -------- | -------- | -------- | -------- | -------- | --------------------------------- |
| 1998.                                                  | Who Cares a Lot? - Датум издавања: 24. новембар 1998. - Дискографска кућа: Slash, London, Reprise                                             | 4        | 46       | —        | 26       | 10       | —        | 37       | - ARIA: платинасти - BPI: сребрни |
| 2003.                                                  | This Is It: The Best of Faith No More - Датум издавања: 28. јануар 2003. - Дискографска кућа: Rhino, WEA - Формати: CD, DI                    | —        | —        | —        | —        | —        | —        | —        |                                   |
| 2005.                                                  | Epic and Other Hits - Датум издавања: 2005. - Дискографска кућа: Warner Bros. - Формати: CD, DI                                               | —        | —        | —        | —        | —        | —        | —        |                                   |
| 2006.                                                  | The Platinum Collection - Датум издавања: 10. јануар 2006. - Дискографска кућа: Warner Bros. - Формати: CD, DI                                | —        | —        | —        | —        | —        | —        | 38       |                                   |
| 2008.                                                  | The Works - Датум издавања: 31. март 2008. - Дискографска кућа: Rhino - Формати: CD, DI                                                       | —        | —        | —        | —        | —        | —        | —        |                                   |
| 2009.                                                  | The Very Best Definitive Ultimate Greatest Hits Collection - Датум издавања: 8. јун 2009. - Дискографска кућа: Rhino - Формати: CD, DI        | —        | —        | 6        | —        | 37       | 77       | 128      |                                   |
| 2010.                                                  | MidLife Crisis: The Very Best of Faith No More - Датум издавања: 20. септембар 2010. - Дискографска кућа: Music Club Deluxe - Формати: CD, DI | —        | —        | —        | —        | —        | —        | —        |                                   |
| „—” означава да се аудио-запис није пласирао на листу. | |          |          |          |          |          |          |          |                                   |

## Видео-албуми
| Год.  | Име и појединости | Сертификати   |
| ----- | --- | ------------- |
| 1990. | You Fat Bastards: Live at the Brixton Academy - Датум издавања: 20. август 1990. - Дискографска кућа: Slash - Формати: LD, VHS | - САД: златни |
| 1993. | Video Croissant - Датум издавања: 2. фебруар 1993. - Дискографска кућа: Slash, Warner Bros. - Формати: LD, VHS                 |               |
| 1999. | Who Cares a Lot: Greatest Videos - Датум издавања: 23. фебруар 1999. - Дискографска кућа: Slash, Reprise, Rhino - Формати: VHS |               |
| 2006. | You Fat Bastards/Who Cares a Lot - Датум издавања: 23. мај 2006. - Дискографска кућа: Slash, Reprise, Rhino - Формати: DVD     |               |

## Синглови
| Год.                                                   | Песма                                                        | Позиције | Позиције | Позиције  | Позиције | Позиције | Позиције | Позиције | Позиције | Позиције | Позиције | Сертификати                                       | Албум                               |
| Год.                                                   | Песма                                                        | САД      | САД Alt. | САД Main. | АУС      | НЕМ      | ХОЛ      | НОР      | НЗ       | ШВА      | УК       | Сертификати                                       | Албум                               |
| ------------------------------------------------------ | ------------------------------------------------------------ | -------- | -------- | --------- | -------- | -------- | -------- | -------- | -------- | -------- | -------- | ------------------------------------------------- | ----------------------------------- |
| 1983.                                                  | Quiet in Heaven/Song of Liberty (као Faith No Man)           | —        | —        | —         | —        | —        | —        | —        | —        | —        | —        |                                                   | сингл без албума                    |
| 1987.                                                  | Chinese Arithmetic                                           | —        | —        | —         | —        | —        | —        | —        | —        | —        | —        |                                                   | Introduce Yourself                  |
| 1987.                                                  | We Care a Lot                                                | —        | —        | —         | —        | —        | —        | —        | 40       | —        | 53       |                                                   | Introduce Yourself                  |
| 1988.                                                  | Anne's Song                                                  | —        | —        | —         | —        | —        | —        | —        | —        | —        | —        |                                                   | Introduce Yourself                  |
| 1989.                                                  | From Out of Nowhere                                          | —        | —        | —         | 83       | —        | —        | —        | —        | —        | 23       |                                                   | The Real Thing                      |
| 1990.                                                  | Epic                                                         | 9        | —        | 25        | 1        | —        | 51       | —        | 2        | —        | 25       | - RIAA: златни - ARIA: платинасти - RIANZ: златни | The Real Thing                      |
| 1990.                                                  | Falling to Pieces                                            | 92       | —        | 40        | 26       | —        | —        | —        | 16       | —        | 41       |                                                   | The Real Thing                      |
| 1990.                                                  | Surprise! You're Dead!                                       | —        | —        | —         | —        | —        | —        | —        | —        | —        | —        |                                                   | The Real Thing                      |
| 1990.                                                  | Edge of the World                                            | —        | —        | —         | —        | —        | —        | —        | —        | —        | —        |                                                   | The Real Thing                      |
| 1992.                                                  | Midlife Crisis                                               | —        | 1        | 32        | 31       | 32       | 36       | —        | 32       | —        | 10       |                                                   | Angel Dust                          |
| 1992.                                                  | A Small Victory                                              | —        | 11       | —         | 84       | —        | —        | —        | —        | —        | 29       |                                                   | Angel Dust                          |
| 1992.                                                  | Everything's Ruined                                          | —        | —        | —         | 63       | —        | —        | —        | —        | —        | 28       |                                                   | Angel Dust                          |
| 1993.                                                  | Easy                                                         | 58       | —        | —         | 1        | 20       | 10       | 2        | 6        | 9        | 3        | - ARIA: платинасти                                | Angel Dust                          |
| 1993.                                                  | Another Body Murdered (с групом Boo-Yaa T.R.I.B.E.)          | —        | —        | —         | —        | —        | —        | —        | 41       | —        | 26       |                                                   | Judgment Night                      |
| 1995.                                                  | Digging the Grave                                            | —        | —        | —         | 12       | 48       | —        | 11       | 16       | 42       | 16       |                                                   | King for a Day, Fool for a Lifetime |
| 1995.                                                  | Ricochet                                                     | —        | —        | —         | 58       | —        | —        | —        | —        | —        | 27       |                                                   | King for a Day, Fool for a Lifetime |
| 1995.                                                  | Evidence                                                     | —        | —        | —         | 27       | —        | 42       | —        | 38       | —        | 32       |                                                   | King for a Day, Fool for a Lifetime |
| 1997.                                                  | Ashes to Ashes                                               | —        | —        | 23        | 8        | 76       | —        | 14       | 39       | 50       | 15       | - ARIA: златни                                    | Album of the Year                   |
| 1997.                                                  | Last Cup of Sorrow                                           | —        | —        | 14        | 66       | —        | —        | —        | 32       | —        | 51       |                                                   | Album of the Year                   |
| 1997.                                                  | Stripsearch                                                  | —        | —        | —         | 83       | —        | —        | —        | —        | —        | —        |                                                   | Album of the Year                   |
| 1998.                                                  | This Town Ain't Big Enough for Both of Us (са групом Sparks) | —        | —        | —         | 69       | —        | —        | —        | —        | 7        | 40       |                                                   | Plagiarism                          |
| 1998.                                                  | I Started a Joke                                             | —        | —        | —         | 58       | —        | —        | —        | 38       | —        | 49       |                                                   | Who Cares a Lot?                    |
| 2014.                                                  | Motherfucker                                                 | —        | —        | —         | —        | —        | —        | —        | —        | —        | —        |                                                   | Sol Invictus                        |
| 2015.                                                  | Superhero                                                    | —        | —        | —         | —        | —        | —        | —        | —        | —        | —        |                                                   | Sol Invictus                        |
| 2016.                                                  | Cone of Shame                                                | —        | —        | —         | —        | —        | —        | —        | —        | —        | —        |                                                   | Sol Invictus                        |
| „—” означава да се аудио-запис није пласирао на листу. |                                                              |          |          |           |          |          |          |          |          |          |          |                                                   |                                     |

## Спотови
| Год.  | Песма                  | Режисер              |
| ----- | ---------------------- | -------------------- |
| 1988. | We Care a Lot          | Боб Бигс и Џеј Браун |
| 1988. | Anne's Song            | Тамра Дејвис         |
| 1989. | From Out of Nowhere    | Даг Фрил             |
| 1990. | Epic                   | Ралф Зиман           |
| 1990. | Falling to Pieces      | Ралф Зиман           |
| 1990. | Surprise! You're Dead! | Били Гулд            |
| 1992. | Midlife Crisis         | Кевин Керслејк       |
| 1992. | A Small Victory        | Маркус Ниспел        |
| 1992. | Everything's Ruined    | Кевин Керслејк       |
| 1992. | Easy                   | Бари Макгвајер       |
| 1993. | Another Body Murdered  | Маркус Рабој         |
| 1995. | Digging the Grave      | Маркус Рабој         |
| 1995. | Ricochet               | Алекс Хеминг         |
| 1995. | Evidence               | Валтер Стерн         |
| 1997. | Ashes to Ashes         | Тим Ројес            |
| 1997. | Last Cup of Sorrow     | Џозеф Кан            |
| 1997. | Stripsearch            | Филип Стелцл         |
| 1998. | I Started a Joke       | Вито Роко            |
| 2015. | Sunny Side Up          | Џо Линч              |
| 2015. | Separation Anxiety     | Финч Линч            |
| 2016. | Cone of Shame          | Гоце Цветановски     |

## Остали наступи
| Год.  | Песма                                               | Албум                                                     |
| ----- | --------------------------------------------------- | --------------------------------------------------------- |
| 1988. | New Improved Song                                   | Sounds Waves 2                                            |
| 1989. | Sweet Emotion                                       | Kerrang! Flexible Fiend 3                                 |
| 1991. | The Perfect Crime                                   | Bill & Ted's Bogus Journey: Music from the Motion Picture |
| 1992. | Let's Lynch the Landlord                            | Virus 100                                                 |
| 1993. | Another Body Murdered (с групом Boo-Yaa T.R.I.B.E.) | Judgment Night: Music from the Motion Picture             |